# Désoxycytidine diphosphate
La désoxycytidine diphosphate (dCDP) est un désoxyribonucléotide constitué de résidus de cytosine et de 2'-désoxyribose lié à un groupe pyrophosphate. Son ribonucléotide correspondant est la cytidine diphosphate.